# René Corella
Pour les articles homonymes, voir Corella.
Corella  Braun est un nom espagnol. Le premier nom de famille, en général paternel, est Corella ; le second, en général maternel, souvent omis, est Braun.
René Guillermo Corella Braun, né le 30 septembre 1991 à Hermosillo, est un coureur cycliste mexicain. Il est membre de l'équipe Skyline.

## Palmarès sur route

### Par année
- 2009
  -  Médaillé d'argent du championnat panaméricain sur route juniors
- 2011
  -  Champion du Mexique sur route espoirs
  - 3e du championnat du Mexique du contre-la-montre espoirs
- 2013
  - 3e étape du Tour du Mazatlán
  - 2e du championnat du Mexique sur route espoirs
- 2017
  - 3e du Tour de Murrieta
- 2019
  - 3e du championnat du Mexique du contre-la-montre

### Classements mondiaux
| Année            | 2016 | 2017 | 2018 | 2019 |
| ---------------- | ---- | ---- | ---- | ---- |
| UCI America Tour | 254e |      |      | 213e |

## Palmarès sur piste

### Championnats nationaux
- 2019
  - 2e du championnat du Mexique de poursuite
- 2023
  -  Champion du Mexique de poursuite par équipes (avec Fernando Nava, Ulises Castillo et Edibaldo Maldonado)